# 心卵叶四轮香
心卵叶四轮香（学名：Hanceola cordiovata）为唇形科四轮香属下的一个种。